# Doulos SIL
Doulos SIL è un tipo di caratteri con grazie prodotto da SIL International.
È molto simile al Times, ma non ha varianti corsive o grassetto. Il disegno dei caratteri è molto simile a quello del font SIL Doulos del 1992, su cui è basato, ma con i cambiamenti di scala necessari per assomigliare più da vicino ai tipi di caratteri digitali contemporanei, come il Times New Roman .
Il suo scopo è di «fornire una singola famiglia di caratteri basata su Unicode che contenga un esteso inventario dei glifi necessari per quasi tutti i sistemi di scrittura basati su caratteri latini e cirillici, usati sia per necessità fonetiche che ortografiche».
Assieme al Charis SIL, è offerto sotto la licenza Open Font License [OFL] di SIL International.
La versione 4.0.14 del font include 1958 caratteri e 3083 glifi.